# سيانيد (شركة)
سيانيد (بالإنجليزية: Cyanide)‏، هي شركة فرنسية متخصصة في تطوير ألعاب الفيديو، أسست بتاريخ 1 يناير عام 2000، ومقرها في العاصمة الفرنسية باريس.

## مصدر
1. ↑  مذكور في: SIRENE. آخر تحديث: 3 يونيو 2022. لغة العمل أو لغة الاسم: الفرنسية.
2. ↑  White Wolf partners with Focus Home Interactive for a video game adaptation of the World of Darkness Storyteller game, Werewolf: The Apocalypse. | Paradox Interactive - Global... نسخة محفوظة 14 مايو 2018 على موقع واي باك مشين.

## وصلات خارجية
- سيانيد على موقع ميوزك برينز (الإنجليزية)

- Giant Bomb Article
- G4TV Article